# Republicile Rusiei
Federația Rusă este împărțită în 83 (89 dacă sunt incluse teritoriile anexate din Ucraina) de subiecte federale (entități constituente), din care 21 (24 dacă sunt incluse Crimeea, 
RPD și RPL) sunt republici. Grupurile etnice indigene ale republicilor sunt cunoscute ca "naționalități titulare". Ca urmare a mai multor decenii, (în unele cazuri secole), de migrație internă în Imperiul Rus și mai apoi în Uniunea Sovietică, multe dintre aceste naționalități nu mai sunt majoritare în populația republicilor.

## Statutul constituțional
Republicile diferă de celelalte subiecte federale prin aceea că ele au dreptul să-și stabilească propria lor limbă oficială (art.68 al Constituției Federației Ruse) și au propria lor constituție. Alte subiecte federale, așa cum sunt krainele sau oblastiile nu au acest drept. Șeful executiv al republicii poartă titlul de președinte.
Nivelul real al autonomiei acestor unități teritorial-administrative variază de la caz la caz, dar este destul de extins. Adunările parlamentare ale republicilor au votat uneori legi care au intrat în conflict cu constituția federală, iar executivele republicane au tendința să devină foarte puternice. Totuși, această autonomie a fost îngrădită în mod considerabil din anii 2000, în timpul mandatelor președintelui Vladimir Putin, acesta căutând să impună supremația legilor și constituției ruse.
Înființarea a șapte "districte federale" vaste, care cuprind și republicile, cu gubernatori numiți direct de administrația prezidențială rusă, care au printre sarcini și supravegherea activităților republicilor, a întărit respectarea legilor federale și respectul pentru constituția rusă. În plus, Putin a întărit puterile legislativelor republicane în dauna puterilor executivelor corespunzătoare. Șefii executivi ai republicilor sunt acum numiți direct de Președintele Rusiei, dar candidatul prezidențial trebuie acceptat de parlamentul fiecărei republici.
În câteva republici există mișcări secesioniste, dar acestea nu sunt foarte puternice. Totuși există un sprijin puternic pentru ideile secesioniste printre tătari, bașkiri, iakuți și în mod special printre ceceni. Dorinței de independență a naționalităților titulare i se opune deseori atitudinea altor grupuri etnice trăitoare în republicile titulare. Ca urmare a războaielor din Cecenia, în această republică mai locuiesc doar puțini etnici nececeni.

## Fostele "republici autonome"
Republicile autonome erau în mod oficial un tip de unitate nominală constituentă din cadrul RSFS Ruse a Uniunii Sovietice. Azi, titlul "republici autonome" este folosit în mod incorect, de vreme ce Constituția din 1993 denumea aceste unități administrative simplu "republici".

## Lista republicilor Rusiei
|                                                                                                  | |                                                                                             |
| 1. Adîgheia 2. Altai 3. Bașkortostan 4. Buriatia 5. Daghestan 6. Ingușetia 7. Cabardino-Balcaria | 8. Calmîchia 9. Karaciai-Cerkessia 10. Carelia 11. Komi 12. Mari El 13. Mordovia 14. Iacuția (Saha) | 15. Osetia de Nord 16. Tatarstan 17. Tuva 18. Udmurtia 19. Hacasia 20. Cecenia 21. Ciuvașia |

| Republica | Continentul | Naționalitate titulară1          | Naționalitatea titulară în populația republicii | naționalitatea titulară: grupul lingvistic | Naționalitatea titulară: religia principală | Etnicii ruși în populația republicii | Populația4   |
| --- | ----------- | -------------------------------- | ----------------------------------------------- | ------------------------------------------ | ------------------------------------------- | ------------------------------------ | ------------ |
| Adîgheia (în rusă: Адыгея) | Europa      | Adîgi                            | 23%                                             | Caucaziană                                 | Islamism sunnit                             | 66%                                  | 450.000      |
| Altai (în rusă: Алтай) | Asia        | Altai                            | 31%                                             | Turcică                                    | Burhanism, Lamaism, Șamanism                | 57%                                  | 200.000      |
| Bașkortostan (în rusă: Башкортостан) | Europa      | Bașkiri                          | 28%                                             | Turcică                                    | Islamism sunnit                             | 39%                                  | 4.000.000    |
| Buriatia (în rusă: Бурятия) | Asia        | Buriați                          | 24%                                             | Mongolă                                    | Budism tibetan ("Lamaism")                  | 69%                                  | 1.100.000    |
| Cecenia (în rusă: Чеченская Республика) | Europa      | ceceni2                          | între 70% și 98%                                | Caucaziană                                 | Islamism sunnit                             | necunoscută6                         | necunoscută6 |
| Ciuvașia (în rusă: Чувашская Республика) | Europa      | Ciuvași                          | 68%                                             | Turcică                                    | Ortodoxie rusă                              | 27%                                  | 1.400.000    |
| Daghestan (în rusă: Дагестан) | Europa      | 10 naționalități indigene3       | 80%                                             | Caucaziene, Turcice4                       | Islamism sunnit                             | 12%                                  | 1.900.000    |
| Ingușetia (în rusă: Ингушетия) | Europa      | Inguși2                          | 77%                                             | Caucaziană                                 | Islamism sunnit                             | 1%                                   | 470.000      |
| Cabardino-Balcaria (în rusă: Кабардино-Балкарская Республика) | Europa      | Kabarzi, Balcari                 | 66% (Cabarzi 55%, Balcari 11%)                  | Caucaziene, Turcice                        | Islamism sunnit, Ortodoxie rusă5            | 25%                                  | 790.000      |
| Calmîchia (în rusă: Калмыкия) | Europa      | Calmîci                          | 53%                                             | Mongolă                                    | Budism tibetan ("Lamaism")                  | 33%                                  | 320,000      |
| Karaciai-Cerkessia (în rusă: Карачаево-Черкесская Республика) | Europa      | Karaciai, Cerkessi               | 50% (Karaciai 39%, Cerkezii 11%)                | Turcică, Caucaziană                        | Islamism sunnit                             | 42%                                  | 430.000      |
| Carelia (în rusă: Карелия) | Europa      | Carelieni (înrudiți: finlandezi) | 11%                                             | Fino-Ugrică                                | Ortodoxă rusă                               | 72%                                  | 800.000      |
| Hacasia (în rusă: Хакас(с)ия) | Asia        | Hacași                           | 12%                                             | Turcică                                    | Ortodoxă rusă                               | 80%                                  | 580.000      |
| Komi (în rusă: Коми) | Europa      | Komi                             | ~25%                                            | Fino-Ugrică                                | Ortodoxă rusă                               | 58%                                  | 1.200.000    |
| Mari El (în rusă; Марий Эл) | Europa      | Mari                             | 43%                                             | Fino-Ugrică                                | Ortodoxă rusă                               | 48%                                  | 760.000      |
| Mordovia (în rusă: Мордовия) | Europa      | Mordvini                         | 36%                                             | Fino-Ugrică                                | Ortodoxă rusă                               | 56%                                  | 960.000      |
| Osetia de Nord (în rusă: Северная Осетия-Алания) | Europa      | Osetini                          | 53%                                             | Iraniană                                   | Ortodoxă rusă, Islamism sunnit              | 30%                                  | 650.000      |
| Iacuția (în rusă: Саха (Якутия)) | Asia        | Iacuți                           | 45%                                             | Turcică                                    | Ortodoxă rusă, Islamism sunnit              | 41%                                  | 1.100.000    |
| Tatarstan (în rusă: Татарстан) | Europa      | Tătari                           | 52%                                             | Turcică                                    | Islamism sunnit                             | 39%                                  | 3.700.000    |
| Tuva (în rusă: Тыва) | Asia        | Tuvani                           | 77%                                             | Turcică                                    | Budism tibetan ("Lamaism"), Șamanism        | 20%                                  | 310.000      |
| Udmurtia (în rusă: Удмуртская Республика) | Europa      | Udmurți                          | 31%                                             | Fino-ugrică                                | Ortodoxă rusă                               | 59%                                  | 1.600.000    |
| Crimeea (în rusă: Республика Крым)⁷ | Europa      | Tătarii crimeeni                 | 12%                                             | Turcică                                    | Islamism sunnit                             | 58%                                  | 2.000.000    |
| Note: 1. Cabardino-Balcaria, Karaciai-Cerkessia și Daghestan au mai multe naționalități titulare. 2. Fosta RSSA Ceceno-Ingușă a avut două naționalități titulare, până când au fost împărțită în două republici separate în 1991 – Cecenia și Ingușetia. 3. Cele zece naționalități indigene ale Daghestanului sunt: agulii, avarii caucazieni, darghinii, kumîkii, lakii, lezghinii, nogaii, rutulii, tabasaranii și țahurii. 4. Balcarii, karaciaii, cumîcii și nogaii sunt popoare turcice, iar agulii, avarii caucazieni, cerkessii, darghinii, lakii, lezghinii, rutulii, tabasaranii și țahurii sunt popoare caucaziene. 5. Cabardinii și majoritatea balcarilor sunt musulmani, dar există o minoritate balcară ortodoxă. 6. Războaiele din Cecenia au avut ca rezultat și fuga a numeroși cetățeni de naționalitate nececenă din republică. Numeroși indivizi care sunt în mod oficial "rezidenți în Cecenia" s-au mutat cu traiul în alte republici federale. În fosta RSSA Ceceno-Ingușă, rușii reprezentau cam 23%, iar cecenii aproximativ 58% din populație. 7. Teritoriile acestor republici sunt recunoscute de comnunitatea internațională ca făcând parte din Ucraina. |             |                                  |                                                 |                                            |                                             |                                      |              |